# Landkreis Sigmaringen
Landkreis Sigmaringen er en landkreis i den tyske delstat Baden-Württemberg. Den danner sammen med Bodenseekreis Landkreis Ravensburg Region Bodensee-Oberschwaben i Regierungsbezirk Tübingen. Landkreis Sigmaringen grænser mod nord til Landkreis Reutlingen, mod øst til landkreisene Biberach og Ravensburg, mod syd til Bodenseekreis, mod sydvest til Landkreis Konstanz og mod vest til Landkreis Tuttlingen og Zollernalbkreis.

## Geografi
Landkreis Sigmaringen har del i Schwäbische Alb og Alpenvorland. Højeste punkt er Schnaitkapf ved Schwenningen men en højde på 921 meter, og højeste punkt uden for Schwäbischen Albs bjerge er det 837 meter høje Höchsten. Det laveste sted ligger ved Donau ved Herbertingen med 541 moh.

### Vandløb i området
- Ablach (fra Meßkirch 29 km)
- Andelsbach (fra Illmensee 25 km)
- Donau (60 km)
- Fehla (11 km)
- Kehlbach (15 km)
- Lauchert (44 km)
- Linzer Aach (52 km)
- Ostrach (29 km)
- Ringgenbach (6,4 km)
- Schmeie (18 km)
- Schwarzach (fra Saulgau 11 km)

Omkring 33 procent af landkreisens areal er dækket af skov.
I området findes adskillige huler og grotter, f.eks. Amandahöhle, Bittelschießer Höhle, Burghöhle Dietfurt und Petershöhle.

## Byer og kommuner
Kreisen havde 130873 indbyggere pr. 2018-12-31

| By            | Våben | Areal km² | Indbyggere 2018-12-31 | Moh. |
| ------------- | ----- | --------- | --------------------- | ---- |
| Bad Saulgau   |       | 97,34     | 17.509                | 587  |
| Gammertingen  |       | 52,97     | 6.320                 | 662  |
| Hettingen     |       | 46,06     | 1.783                 | 644  |
| Mengen        |       | 49,80     | 9.896                 | 561  |
| Meßkirch      |       | 76,24     | 8.418                 | 616  |
| Pfullendorf   |       | 90,56     | 13.437                | 654  |
| Scheer        |       | 18,72     | 2.490                 | 577  |
| Sigmaringen   |       | 92,85     | 17.278                | 580  |
| Veringenstadt |       | 31,25     | 2.168                 | 631  |

| Kommune                 | Våben | Areal km² | Indbyggere 2018-12-31 | Moh. |
| ----------------------- | ----- | --------- | --------------------- | ---- |
| Beuron                  |       | 35,11     | 650                   | 625  |
| Bingen                  |       | 37,01     | 2.703                 | 600  |
| Herbertingen            |       | 38,64     | 4.792                 | 562  |
| Herdwangen-Schönach     |       | 36,52     | 3.442                 | 605  |
| Hohentengen             |       | 36,57     | 4.155                 | 594  |
| Illmensee               |       | 24,92     | 2.029                 | 692  |
| Inzigkofen              |       | 28,76     | 2.795                 | 630  |
| Krauchenwies            |       | 42,76     | 5.007                 | 599  |
| Leibertingen            |       | 47,20     | 2.118                 | 806  |
| Neufra                  |       | 28,39     | 1.852                 | 680  |
| Ostrach                 |       | 108,93    | 6.757                 | 611  |
| Sauldorf                |       | 49,72     | 2.505                 | 646  |
| Schwenningen            |       | 19,33     | 1.658                 | 870  |
| Sigmaringendorf         |       | 12,47     | 3.643                 | 569  |
| Stetten am kalten Markt |       | 56,47     | 4.788                 | 768  |
| Wald                    |       | 43,87     | 2.680                 | 657  |

## Literatur
- Das Land Baden-Württemberg – Amtliche Beschreibung nach Kreisen und Gemeinden (in acht Bänden); Hrsg. von der Landesarchivdirektion Baden-Württemberg; Band VII: Regierungsbezirk Tübingen, Stuttgart 1978, ISBN 3-17-004807-4.
- Dirk Gaerte (Hrsg.), Edwin Ernst Weber (Konzeption): Der Dreiländerkreis Sigmaringen. Ein Führer zu Natur, Wirtschaft, Geschichte und Kultur. Meßkirch: Gmeiner Verlag, 2007; ISBN 978-3-89977-512-9.